# Interlands Oegandees voetbalelftal 2010-2019
Deze pagina toont een chronologisch en gedetailleerd overzicht van de interlands die het Oegandees voetbalelftal speelt en heeft gespeeld in de periode 2010 – 2019. In dit decennium nam Oeganda vooralsnog deel aan één editie van het Afrikaans kampioenschap voetbal, maar wist het zich nog niet te plaatsen voor het wereldkampioenschap voetbal. De deelname aan het continentale toernooi in 2017 was de eerste keer dat Oeganda werd vertegenwoordigd op het Afrikaans kampioenschap sinds 1978.

## Interlands

### 2010
|                                                              |                                   |       |                                                 |                             |
| 3 maart Vriendschappelijk № 449 «onderlinge duels» 16:30 uur | Tanzania                          | 2 – 3 | Oeganda                                         | CCM Kirumba Stadium, Mwanza |
| 3 maart Vriendschappelijk № 449 «onderlinge duels» 16:30 uur | Nadir Haroub 55' Mrisho Ngasa 65' |       | 11' Sula Matovu 76' Saddam Juma 83' Owen Kasule | CCM Kirumba Stadium, Mwanza |

|                                                                  |                   |       |                     |                                |
| 11 augustus Vriendschappelijk № 450 «onderlinge duels» 20:30 uur | Oeganda           | 1 – 1 | Zambia              | Nelson Mandelastadion, Kampala |
| 11 augustus Vriendschappelijk № 450 «onderlinge duels» 20:30 uur | Simeon Masaba 22' |       | 39' Mike Sserumagga | Nelson Mandelastadion, Kampala |

|                                                                             |                                                            |       |        |                                                                                       |
| 4 september Kwalificatie AK 2012 Groep J № 451 «onderlinge duels» 20:30 uur | Oeganda                                                    | 3 – 0 | Angola | Nelson Mandelastadion, Kampala Toeschouwers: 40.000 Scheidsrechter: Samir Osman (EGY) |
| 4 september Kwalificatie AK 2012 Groep J № 451 «onderlinge duels» 20:30 uur | David Obua 36' Andrew Mwesigwa 58' Geoffrey Sserunkuma 80' |       |        | Nelson Mandelastadion, Kampala Toeschouwers: 40.000 Scheidsrechter: Samir Osman (EGY) |

|                                                                           |       |       |         |                                                                                                   |
| 9 oktober Kwalificatie AK 2012 Groep J № 452 «onderlinge duels» 16:00 uur | Kenia | 0 – 0 | Oeganda | Moi International Sports Centre, Nairobi Toeschouwers: 40.000 Scheidsrechter: Badara Diatta (SEN) |
| 9 oktober Kwalificatie AK 2012 Groep J № 452 «onderlinge duels» 16:00 uur |       |       |         | Moi International Sports Centre, Nairobi Toeschouwers: 40.000 Scheidsrechter: Badara Diatta (SEN) |

|                                                                 |                                |       |                                         |                                     |
| 7 november Vriendschappelijk № 453 «onderlinge duels» 18:00 uur | Jemen                          | 2 – 2 | Oeganda                                 | Ali Mohsen Al-Muraisistadion, Sanaa |
| 7 november Vriendschappelijk № 453 «onderlinge duels» 18:00 uur | Ali Al-Nono 9' Ali Al-Nono 11' |       | 32' Mike Sserumagga 90+1' Patrick Edema | Ali Mohsen Al-Muraisistadion, Sanaa |

|                                                                  |         |       |         |                          |
| 10 november Vriendschappelijk № 454 «onderlinge duels» 17:00 uur | Bahrein | 0 – 0 | Oeganda | Nationaal stadion, Riffa |
| 10 november Vriendschappelijk № 454 «onderlinge duels» 17:00 uur |         |       |         | Nationaal stadion, Riffa |

|                                                                  |               |       |         |                                                                               |
| 16 november Vriendschappelijk № 455 «onderlinge duels» 19:00 uur | Saoedi-Arabië | 0 – 0 | Oeganda | Al-Maktoumstadion, Dubai Toeschouwers: 70 Scheidsrechter: Hüseyin Göçek (TUR) |
| 16 november Vriendschappelijk № 455 «onderlinge duels» 19:00 uur |               |       |         | Al-Maktoumstadion, Dubai Toeschouwers: 70 Scheidsrechter: Hüseyin Göçek (TUR) |

|                                                                   |                     |       |                                            |                                      |
| 29 november CECAFA Cup Groep C № 456 «onderlinge duels» 14:00 uur | Ethiopië            | 1 – 2 | Oeganda                                    | Benjamin Mkapastadion, Dar es Salaam |
| 29 november CECAFA Cup Groep C № 456 «onderlinge duels» 14:00 uur | Shimelis Bekele 24' |       | 35' (pen.) Simeon Wasaba 46' Henry Kisseka | Benjamin Mkapastadion, Dar es Salaam |

|                                                                  |                   |       |                    |                                      |
| 2 december CECAFA Cup Groep C № 457 «onderlinge duels» 14:00 uur | Oeganda           | 1 – 1 | Malawi             | Benjamin Mkapastadion, Dar es Salaam |
| 2 december CECAFA Cup Groep C № 457 «onderlinge duels» 14:00 uur | Emmanuel Okwi 80' |       | 2' Victor Nyirenda | Benjamin Mkapastadion, Dar es Salaam |

|                                                                  |                                                |       |       |                                      |
| 5 december CECAFA Cup Groep C № 458 «onderlinge duels» 16:00 uur | Oeganda                                        | 2 – 0 | Kenia | Benjamin Mkapastadion, Dar es Salaam |
| 5 december CECAFA Cup Groep C № 458 «onderlinge duels» 16:00 uur | Emmanuel Okwi 81' Andrew Mwesigwa 90+2' (pen.) |       |       | Benjamin Mkapastadion, Dar es Salaam |

|                                                                      |                                          |       |                                       |                                      |
| 8 december CECAFA Cup Kwartfinale № 459 «onderlinge duels» 14:00 uur | Oeganda                                  | 2 – 2 | Zanzibar                              | Benjamin Mkapastadion, Dar es Salaam |
| 8 december CECAFA Cup Kwartfinale № 459 «onderlinge duels» 14:00 uur | Khamis Mcha Khamis 35' Emmanuel Okwi 67' |       | 14' Mike Sserumagga 89' Aggrey Morris | Benjamin Mkapastadion, Dar es Salaam |

|                                                                        |         |       |          |                                                           |
| 10 december CECAFA Cup Halve finale № 460 «onderlinge duels» 16:00 uur | Oeganda | 0 – 0 | Tanzania | Benjamin Mkapastadion, Dar es Salaam Toeschouwers: 60.000 |
| 10 december CECAFA Cup Halve finale № 460 «onderlinge duels» 16:00 uur |         |       |          | Benjamin Mkapastadion, Dar es Salaam Toeschouwers: 60.000 |

|                                                                        |                                                    |       |                                                                     |                                                           |
| 12 december CECAFA Cup Troostfinale № 461 «onderlinge duels» 14:00 uur | Ethiopië                                           | 3 – 4 | Oeganda                                                             | Benjamin Mkapastadion, Dar es Salaam Toeschouwers: 60.000 |
| 12 december CECAFA Cup Troostfinale № 461 «onderlinge duels» 14:00 uur | Umed Ukuri 2' Umed Ukuri 33' Tesfaye Alebachew 67' |       | 5' Henry Kisekka 48' Emmanuel Okwi 53' Tony Mawejje 72' Sula Matovu | Benjamin Mkapastadion, Dar es Salaam Toeschouwers: 60.000 |

### 2011
|                                                                        |                                                      |       |                          |                                                                    |
| 5 januari Nijlkampioenschap Groep A № 462 «onderlinge duels» 16:45 uur | Oeganda                                              | 3 – 1 | Burundi                  | Police Academy Stadium, Caïro Scheidsrechter: Mahmoud Ashour (EGY) |
| 5 januari Nijlkampioenschap Groep A № 462 «onderlinge duels» 16:45 uur | Manko Kaweesa 34' Noah Ssemakula 55' Owen Kasule 89' |       | 38' Jean-Paul Habarugira | Police Academy Stadium, Caïro Scheidsrechter: Mahmoud Ashour (EGY) |

|                                                                        |                    |       |         |                                                                                             |
| 8 januari Nijlkampioenschap Groep A № 463 «onderlinge duels» 19:15 uur | Egypte             | 1 – 0 | Oeganda | Osman Ahmad Osmanstadion, Caïro Toeschouwers: 20.000 Scheidsrechter: Musungayi Mpunga (COD) |
| 8 januari Nijlkampioenschap Groep A № 463 «onderlinge duels» 19:15 uur | Mohamed Nagy 90+3' |       |         | Osman Ahmad Osmanstadion, Caïro Toeschouwers: 20.000 Scheidsrechter: Musungayi Mpunga (COD) |

|                                                                         |                  |       |                      |                                                                              |
| 11 januari Nijlkampioenschap Groep A № 464 «onderlinge duels» 14:45 uur | Oeganda          | 1 – 1 | Tanzania             | Police Academy Stadium, Caïro Scheidsrechter: Mohamed Hussein El Fadil (SUD) |
| 11 januari Nijlkampioenschap Groep A № 464 «onderlinge duels» 14:45 uur | Judah Mugalu 65' |       | 24' Abdallah Machupa | Police Academy Stadium, Caïro Scheidsrechter: Mohamed Hussein El Fadil (SUD) |

|                                                                              |                |                  |         |                                                                |
| 14 januari Nijlkampioenschap Halve finale № 465 «onderlinge duels» 16:00 uur | Congo-Kinshasa | 0 – 1            | Oeganda | Petro Sportstadion, Caïro Scheidsrechter: Mahmoud Ashour (EGY) |
| 14 januari Nijlkampioenschap Halve finale № 465 «onderlinge duels» 16:00 uur |                | 23' Habeb Kofoma |         | Petro Sportstadion, Caïro Scheidsrechter: Mahmoud Ashour (EGY) |

|                                                                        |                                                        |       |                          |                                                             |
| 17 januari Nijlkampioenschap Finale № 466 «onderlinge duels» 18:30 uur | Egypte                                                 | 3 – 1 | Oeganda                  | Cairo Stadium, Caïro Scheidsrechter: Musungayi Mpunga (COD) |
| 17 januari Nijlkampioenschap Finale № 466 «onderlinge duels» 18:30 uur | El Sayed Hamdy 38' El Sayed Hamdy 70' Mohamed Nagy 81' |       | 84' (pen.) Ceasar Okhuti | Cairo Stadium, Caïro Scheidsrechter: Musungayi Mpunga (COD) |

|                                                                          |               |                |         |                                                                                           |
| 26 maart Kwalificatie AK 2012 Groep J № 467 «onderlinge duels» 15:30 uur | Guinee-Bissau | 0 – 1          | Oeganda | Estádio Lino Correia, Bissau Toeschouwers: 5.000 Scheidsrechter: Crespin Aguidissou (BEN) |
| 26 maart Kwalificatie AK 2012 Groep J № 467 «onderlinge duels» 15:30 uur |               | 22' David Obua |         | Estádio Lino Correia, Bissau Toeschouwers: 5.000 Scheidsrechter: Crespin Aguidissou (BEN) |

|                                                                        |                                         |       |               |                                                                                         |
| 4 juni Kwalificatie AK 2012 Groep J № 468 «onderlinge duels» 15:00 uur | Oeganda                                 | 2 – 0 | Guinee-Bissau | Nelson Mandelastadion, Kampala Toeschouwers: 60.000 Scheidsrechter: Ruzive Ruzive (ZIM) |
| 4 juni Kwalificatie AK 2012 Groep J № 468 «onderlinge duels» 15:00 uur | Godfrey Walusimbi 45' Geofrey Massa 64' |       |               | Nelson Mandelastadion, Kampala Toeschouwers: 60.000 Scheidsrechter: Ruzive Ruzive (ZIM) |

|                                                                             |                                        |       |         |                                                                                                   |
| 4 september Kwalificatie AK 2012 Groep J № 469 «onderlinge duels» 16:00 uur | Angola                                 | 2 – 0 | Oeganda | Estádio Nacional do Chiazi, Cabinda Toeschouwers: 45.000 Scheidsrechter: Bouchaïb El Ahrach (MAR) |
| 4 september Kwalificatie AK 2012 Groep J № 469 «onderlinge duels» 16:00 uur | Manucho Gonçalves 57' Flávio Amado 73' |       |         | Estádio Nacional do Chiazi, Cabinda Toeschouwers: 45.000 Scheidsrechter: Bouchaïb El Ahrach (MAR) |

|                                                                           |         |       |       |                                                     |
| 8 oktober Kwalificatie AK 2012 Groep J № 470 «onderlinge duels» 17:00 uur | Oeganda | 0 – 0 | Kenia | Nelson Mandelastadion, Kampala Toeschouwers: 40.000 |
| 8 oktober Kwalificatie AK 2012 Groep J № 470 «onderlinge duels» 17:00 uur |         |       |       | Nelson Mandelastadion, Kampala Toeschouwers: 40.000 |

|                                                                  |         |                     |         |                                                    |
| 11 november Vriendschappelijk № 471 «onderlinge duels» 19:30 uur | Marokko | 0 – 1               | Oeganda | Stade de Marrakech, Marrakech Toeschouwers: 10.000 |
| 11 november Vriendschappelijk № 471 «onderlinge duels» 19:30 uur |         | 47' Mike Sserumagga |         | Stade de Marrakech, Marrakech Toeschouwers: 10.000 |

|                                                                  |        |       |         |                                                    |
| 13 november Vriendschappelijk № 472 «onderlinge duels» 16:00 uur | Soedan | 0 – 0 | Oeganda | Stade de Marrakech, Marrakech Toeschouwers: 20.000 |
| 13 november Vriendschappelijk № 472 «onderlinge duels» 16:00 uur |        |       |         | Stade de Marrakech, Marrakech Toeschouwers: 20.000 |

|                                                                   |                                     |       |                   |                                                                                            |
| 25 november CECAFA Cup Groep B № 473 «onderlinge duels» 16:00 uur | Oeganda                             | 2 – 1 | Zanzibar          | Benjamin Mkapastadion, Dar es Salaam Toeschouwers: 950 Scheidsrechter: Davies Omweno (KEN) |
| 25 november CECAFA Cup Groep B № 473 «onderlinge duels» 16:00 uur | Dan Wagaluka 40' Mike Sserumaga 77' |       | 47' Ali Badru Ali | Benjamin Mkapastadion, Dar es Salaam Toeschouwers: 950 Scheidsrechter: Davies Omweno (KEN) |

|                                                                   |         |                                                                        |         |                               |
| 28 november CECAFA Cup Groep B № 474 «onderlinge duels» 16:00 uur | Somalië | 0 – 4                                                                  | Oeganda | Chamazistadion, Dar es Salaam |
| 28 november CECAFA Cup Groep B № 474 «onderlinge duels» 16:00 uur |         | 48' Dan Wagaluka 61' Emmanuel Okwi 76' Emmanuel Okwi 90' Emmanuel Okwi |         | Chamazistadion, Dar es Salaam |

|                                                                  |                             |       |         |                                                                           |
| 1 december CECAFA Cup Groep B № 475 «onderlinge duels» 16:00 uur | Burundi                     | 1 – 0 | Oeganda | Benjamin Mkapastadion, Dar es Salaam Scheidsrechter: Bamlak Tessema (ETH) |
| 1 december CECAFA Cup Groep B № 475 «onderlinge duels» 16:00 uur | Robert Odongkara 40' (e.d.) |       |         | Benjamin Mkapastadion, Dar es Salaam Scheidsrechter: Bamlak Tessema (ETH) |

|                                                                      |                 |       |         |                                                                          |
| 6 december CECAFA Cup Kwartfinale № 476 «onderlinge duels» 14:00 uur | Burundi         | 1 – 0 | Oeganda | Benjamin Mkapastadion, Dar es Salaam Scheidsrechter: Wiish Yabarow (SOM) |
| 6 december CECAFA Cup Kwartfinale № 476 «onderlinge duels» 14:00 uur | Hamis Kizza 15' |       |         | Benjamin Mkapastadion, Dar es Salaam Scheidsrechter: Wiish Yabarow (SOM) |

|                                                                       |                                                                 |              |                   |                                                                                                |
| 8 december CECAFA Cup Halve finale № 477 «onderlinge duels» 16:00 uur | Oeganda                                                         | 3 – 1 (n.v.) | Tanzania          | Benjamin Mkapastadion, Dar es Salaam Toeschouwers: 40.000 Scheidsrechter: Bamlak Tessema (ETH) |
| 8 december CECAFA Cup Halve finale № 477 «onderlinge duels» 16:00 uur | Andrew Mwesigwa 56' Emmanuel Okwi 102' Isaac Isinde 111' (pen.) |              | 18' Mrisho Ngassa | Benjamin Mkapastadion, Dar es Salaam Toeschouwers: 40.000 Scheidsrechter: Bamlak Tessema (ETH) |

|                                                                  |                                                                                  |              |                                                                   |                                                                                              |
| 10 december CECAFA Cup Finale № 478 «onderlinge duels» 15:15 uur | Rwanda                                                                           | 2 – 2 (n.v.) | Oeganda                                                           | Benjamin Mkapastadion, Dar es Salaam Toeschouwers: 4.837 Scheidsrechter: Wiish Yabarow (SOM) |
| 10 december CECAFA Cup Finale № 478 «onderlinge duels» 15:15 uur | Meddie Kagere 51' Meddie Kagere 79'                                              |              | 77' Isaac Isinde 80' Emmanuel Okwi                                | Benjamin Mkapastadion, Dar es Salaam Toeschouwers: 4.837 Scheidsrechter: Wiish Yabarow (SOM) |
| 10 december CECAFA Cup Finale № 478 «onderlinge duels» 15:15 uur | Strafschoppen                                                                    |              |                                                                   | Benjamin Mkapastadion, Dar es Salaam Toeschouwers: 4.837 Scheidsrechter: Wiish Yabarow (SOM) |
| 10 december CECAFA Cup Finale № 478 «onderlinge duels» 15:15 uur | Meddie Kagere Haruna Niyonzima Jean-Baptiste Mugiraneza Eric Gasana Peter Kagabo | 2 – 3        | Isaac Isinde Moses Oloya Habib Kavuma Hamis Kizza Andrew Mwesigwa | Benjamin Mkapastadion, Dar es Salaam Toeschouwers: 4.837 Scheidsrechter: Wiish Yabarow (SOM) |

### 2012
|                                                                                  |                                                     |       |                     |                                                                                      |
| 29 februari Kwalificatie AK 2013 Eerste ronde № 479 «onderlinge duels» 15:30 uur | Congo-Brazzaville                                   | 3 – 1 | Oeganda             | Stade Municipal, Pointe-Noire Toeschouwers: 25.000 Scheidsrechter: Sidi Alioum (CMR) |
| 29 februari Kwalificatie AK 2013 Eerste ronde № 479 «onderlinge duels» 15:30 uur | Oscar Ewolo 1' Maël Lépicier 77' Matt Moussilou 83' |       | 26' Mike Sserumagga | Stade Municipal, Pointe-Noire Toeschouwers: 25.000 Scheidsrechter: Sidi Alioum (CMR) |

|                                                               |                                            |       |                   |                           |
| 29 maart Vriendschappelijk № 480 «onderlinge duels» 20:00 uur | Egypte                                     | 2 – 1 | Oeganda           | Khartoemstadion, Khartoem |
| 29 maart Vriendschappelijk № 480 «onderlinge duels» 20:00 uur | Mohamed Salah 60' Mohamed Abou-Trika 90+2' |       | 35' Fabian Kizito | Khartoemstadion, Khartoem |

|                                                                        |                  |       |                   |                                                                                        |
| 3 juni Kwalificatie WK 2014 Groep J № 481 «onderlinge duels» 16:00 uur | Angola           | 1 – 1 | Oeganda           | Estádio 11 de Novembro, Luanda Toeschouwers: 48.000 Scheidsrechter: Gehad Grisha (EGY) |
| 3 juni Kwalificatie WK 2014 Groep J № 481 «onderlinge duels» 16:00 uur | Djalma Campos 7' |       | 88' Emmanuel Okwi | Estádio 11 de Novembro, Luanda Toeschouwers: 48.000 Scheidsrechter: Gehad Grisha (EGY) |

|                                                                        |                       |       |                  |                                                                                           |
| 9 juni Kwalificatie WK 2014 Groep J № 482 «onderlinge duels» 16:00 uur | Oeganda               | 1 – 1 | Senegal          | Nelson Mandelastadion, Kampala Toeschouwers: 30.000 Scheidsrechter: Mohamed Benouza (ALG) |
| 9 juni Kwalificatie WK 2014 Groep J № 482 «onderlinge duels» 16:00 uur | Godfrey Walusimbi 87' |       | 37' Papiss Cissé | Nelson Mandelastadion, Kampala Toeschouwers: 30.000 Scheidsrechter: Mohamed Benouza (ALG) |

|                                                                              |                                                                                |       |                   |                                                                         |
| 16 juni Kwalificatie AK 2013 Eerste ronde № 483 «onderlinge duels» 15:00 uur | Oeganda                                                                        | 4 – 0 | Congo-Brazzaville | Nelson Mandelastadion, Kampala Scheidsrechter: Bouchaïb El Ahrach (MAR) |
| 16 juni Kwalificatie AK 2013 Eerste ronde № 483 «onderlinge duels» 15:00 uur | Andrew Mwesigwa 33' Godfrey Walusimbi 51' Geoffrey Massa 63' Emmanuel Okwi 86' |       |                   | Nelson Mandelastadion, Kampala Scheidsrechter: Bouchaïb El Ahrach (MAR) |

|                                                              |                                          |       |                                    |                                                                                 |
| 10 juli Vriendschappelijk № 484 «onderlinge duels» 16:00 uur | Zuid-Soedan                              | 2 – 2 | Oeganda                            | Djoebastadion, Djoeba Toeschouwers: 22.000 Scheidsrechter: Thomas Onyango (KEN) |
| 10 juli Vriendschappelijk № 484 «onderlinge duels» 16:00 uur | Richard Justin 13' (pen.) James Moga 42' |       | 7' Caesar Okuhti 33' Julius Ogwang | Djoebastadion, Djoeba Toeschouwers: 22.000 Scheidsrechter: Thomas Onyango (KEN) |

|                                                                  |          |       |         |                               |
| 26 augustus Vriendschappelijk № 485 «onderlinge duels» 18:00 uur | Botswana | 0 – 0 | Oeganda | Molepololestadion, Molepolole |
| 26 augustus Vriendschappelijk № 485 «onderlinge duels» 18:00 uur |          |       |         | Molepololestadion, Molepolole |

|                                                                                  |                   |       |         |                                                                    |
| 8 september Kwalificatie AK 2013 Tweede ronde № 486 «onderlinge duels» 15:00 uur | Zambia            | 1 – 0 | Oeganda | Levy Mwanawasastadion, Ndola Scheidsrechter: Noumandiez Doué (CIV) |
| 8 september Kwalificatie AK 2013 Tweede ronde № 486 «onderlinge duels» 15:00 uur | Chris Katongo 20' |       |         | Levy Mwanawasastadion, Ndola Scheidsrechter: Noumandiez Doué (CIV) |

|                                                                                 | |              | |                                                                      |
| 13 oktober Kwalificatie AK 2013 Tweede ronde № 487 «onderlinge duels» 16:00 uur | Oeganda | 1 – 0 (n.v.) | Zambia | Nelson Mandelastadion, Kampala Scheidsrechter: Djamel Haimoudi (ALG) |
| 13 oktober Kwalificatie AK 2013 Tweede ronde № 487 «onderlinge duels» 16:00 uur | Geoffrey Massa 27' |              | | Nelson Mandelastadion, Kampala Scheidsrechter: Djamel Haimoudi (ALG) |
| 13 oktober Kwalificatie AK 2013 Tweede ronde № 487 «onderlinge duels» 16:00 uur | Strafschoppen |              | | Nelson Mandelastadion, Kampala Scheidsrechter: Djamel Haimoudi (ALG) |
| 13 oktober Kwalificatie AK 2013 Tweede ronde № 487 «onderlinge duels» 16:00 uur | Godfrey Walusimbi Andrew Mwesigwa Simeon Masaba Denis Onyango Emmanuel Okwi Hamis Kiiza Tony Mawejje Moses Oloya Geoffrey Kizito Patrick Ochan | 8 – 9        | Chris Katongo Emmanuel Mayuka Isaac Chansa Nathan Sinkala Kennedy Mweene Felix Katongo Jonas Sakuwaha Kampamba Chintu Davies Nkausu Stoppila Sunzu | Nelson Mandelastadion, Kampala Scheidsrechter: Djamel Haimoudi (ALG) |

|                                                                   |                    |       |       |                                                                          |
| 24 november CECAFA Cup Groep A № 488 «onderlinge duels» 18:00 uur | Oeganda            | 1 – 0 | Kenia | Nelson Mandelastadion, Kampala Scheidsrechter: Thierry Nkurunzinza (BDI) |
| 24 november CECAFA Cup Groep A № 488 «onderlinge duels» 18:00 uur | Geofrey Kizito 73' |       |       | Nelson Mandelastadion, Kampala Scheidsrechter: Thierry Nkurunzinza (BDI) |

|                                                                   |                |       |          |                                                                        |
| 27 november CECAFA Cup Groep A № 489 «onderlinge duels» 18:00 uur | Oeganda        | 1 – 0 | Ethiopië | Nelson Mandelastadion, Kampala Scheidsrechter: Mohamed El Fadhil (SUD) |
| 27 november CECAFA Cup Groep A № 489 «onderlinge duels» 18:00 uur | Brian Umony 9' |       |          | Nelson Mandelastadion, Kampala Scheidsrechter: Mohamed El Fadhil (SUD) |

|                                                                   |             |                                                                      |         |                                                                       |
| 30 november CECAFA Cup Groep A № 490 «onderlinge duels» 18:00 uur | Zuid-Soedan | 0 – 4                                                                | Oeganda | Nelson Mandelastadion, Kampala Scheidsrechter: Louis Hakizimana (RWA) |
| 30 november CECAFA Cup Groep A № 490 «onderlinge duels» 18:00 uur |             | 24' Brian Umony 40' Brian Umony 47' Robert Ssentongo 79' Hamis Kizza |         | Nelson Mandelastadion, Kampala Scheidsrechter: Louis Hakizimana (RWA) |

|                                                                      |                                         |       |          |                                                                         |
| 4 december CECAFA Cup Kwartfinale № 491 «onderlinge duels» 19:00 uur | Oeganda                                 | 2 – 0 | Ethiopië | Nelson Mandelastadion, Kampala Scheidsrechter: Thierry Nkurunziza (BDI) |
| 4 december CECAFA Cup Kwartfinale № 491 «onderlinge duels» 19:00 uur | Geoffrey Kizito 4' Robert Ssentongo 60' |       |          | Nelson Mandelastadion, Kampala Scheidsrechter: Thierry Nkurunziza (BDI) |

|                                                                       |          |                                                             |         |                                                                                             |
| 6 december CECAFA Cup Halve finale № 492 «onderlinge duels» 19:00 uur | Tanzania | 0 – 3                                                       | Oeganda | Nelson Mandelastadion, Kampala Toeschouwers: 25.000 Scheidsrechter: Mohamed El Fadhil (SUD) |
| 6 december CECAFA Cup Halve finale № 492 «onderlinge duels» 19:00 uur |          | 12' Emmanuel Okwi 52' Robert Ssentongo 72' Robert Ssentongo |         | Nelson Mandelastadion, Kampala Toeschouwers: 25.000 Scheidsrechter: Mohamed El Fadhil (SUD) |

|                                                                 |                                          |       |                   |                                                                                              |
| 8 december CECAFA Cup Finale № 493 «onderlinge duels» 18:00 uur | Oeganda                                  | 2 – 1 | Kenia             | Nelson Mandelastadion, Kampala Toeschouwers: 35.000 Scheidsrechter: Thierry Nkurunziza (BDI) |
| 8 december CECAFA Cup Finale № 493 «onderlinge duels» 18:00 uur | Robert Ssentongo 28' Geoffrey Kizito 90' |       | 87' Edwin Lavatsa | Nelson Mandelastadion, Kampala Toeschouwers: 35.000 Scheidsrechter: Thierry Nkurunziza (BDI) |

### 2013
|                                                                 |                                        |       |                                             |                                                            |
| 6 februari Vriendschappelijk № 494 «onderlinge duels» 15:30 uur | Rwanda                                 | 2 – 2 | Oeganda                                     | Amahorostadion, Kigali Scheidsrechter: Israel Mujuni (TAN) |
| 6 februari Vriendschappelijk № 494 «onderlinge duels» 15:30 uur | Meddie Kagere 44' Patrick Sibomana 83' |       | 29' Saidi Kyeyune 68' (pen.) Dan Sserunkuma | Amahorostadion, Kigali Scheidsrechter: Israel Mujuni (TAN) |

|                                                                          |                                     |       |         |                                                                                               |
| 24 maart Kwalificatie WK 2014 Groep J № 495 «onderlinge duels» 16:00 uur | Liberia                             | 2 – 0 | Oeganda | Samuel Doe Sports Complex, Monrovia Toeschouwers: 25.000 Scheidsrechter: Mohamed Farouk (EGY) |
| 24 maart Kwalificatie WK 2014 Groep J № 495 «onderlinge duels» 16:00 uur | Patrick Wleh 32' Anthony Laffor 50' |       |         | Samuel Doe Sports Complex, Monrovia Toeschouwers: 25.000 Scheidsrechter: Mohamed Farouk (EGY) |

|                                                             |                                                                  |       |         |                                                                   |
| 1 juni Vriendschappelijk № 496 «onderlinge duels» 17:30 uur | Libië                                                            | 3 – 0 | Oeganda | 11 Junistadion, Tripoli Scheidsrechter: Mohamed Ben Hassana (TUN) |
| 1 juni Vriendschappelijk № 496 «onderlinge duels» 17:30 uur | Mohamed Al-Ghanodi 20' Salem Ablo 40' Faisal Al-Badri 45' (pen.) |       |         | 11 Junistadion, Tripoli Scheidsrechter: Mohamed Ben Hassana (TUN) |

|                                                                        |                 |       |         |                                                                                       |
| 7 juni Kwalificatie WK 2014 Groep J № 497 «onderlinge duels» 16:00 uur | Oeganda         | 1 – 0 | Liberia | Nelson Mandelastadion, Kampala Toeschouwers: 8.400 Scheidsrechter: Adam Cordier (CHA) |
| 7 juni Kwalificatie WK 2014 Groep J № 497 «onderlinge duels» 16:00 uur | Tony Mawejje 4' |       |         | Nelson Mandelastadion, Kampala Toeschouwers: 8.400 Scheidsrechter: Adam Cordier (CHA) |

|                                                                         |                                    |       |                         |                                                                                           |
| 15 juni Kwalificatie WK 2014 Groep J № 498 «onderlinge duels» 16:00 uur | Oeganda                            | 2 – 1 | Angola                  | Nelson Mandelastadion, Kampala Toeschouwers: 40.000 Scheidsrechter: Rédouande Jiyed (MAR) |
| 15 juni Kwalificatie WK 2014 Groep J № 498 «onderlinge duels» 16:00 uur | Emmanuel Okwi 83' Tony Mawejje 89' |       | 57' Ricardo Job Estêvão | Nelson Mandelastadion, Kampala Toeschouwers: 40.000 Scheidsrechter: Rédouande Jiyed (MAR) |

|                                                                   |          |                 |         |                                                                         |
| 13 juli Kwalificatie CHAN 2014 № 499 «onderlinge duels» 15:00 uur | Tanzania | 0 – 1           | Oeganda | Benjamin Mkapastadion, Kampala Scheidsrechter: Thierry Nkurunziza (BDI) |
| 13 juli Kwalificatie CHAN 2014 № 499 «onderlinge duels» 15:00 uur |          | 48' Denis Iguma |         | Benjamin Mkapastadion, Kampala Scheidsrechter: Thierry Nkurunziza (BDI) |

|                                                                   |                                                             |       |                 |                                                                    |
| 27 juli Kwalificatie CHAN 2014 № 500 «onderlinge duels» 16:00 uur | Oeganda                                                     | 3 – 1 | Tanzania        | Nelson Mandelastadion, Kampala Scheidsrechter: Abdoul Kanoso (MAD) |
| 27 juli Kwalificatie CHAN 2014 № 500 «onderlinge duels» 16:00 uur | Frank Kalanda 7' Brian Majwega 49' (pen.) Frank Kalanda 65' |       | 16' Amri Kiemba | Nelson Mandelastadion, Kampala Scheidsrechter: Abdoul Kanoso (MAD) |

|                                                                  |                                                      |       |         |                                             |
| 14 augustus Vriendschappelijk № 501 «onderlinge duels» 16:30 uur | Egypte                                               | 3 – 0 | Oeganda | El Gounastadion, El Gouna Toeschouwers: 300 |
| 14 augustus Vriendschappelijk № 501 «onderlinge duels» 16:30 uur | Ahmed Hassan 27' Mohamed Salah 57' Ibrahim Salah 83' |       |         | El Gounastadion, El Gouna Toeschouwers: 300 |

|                                                                  |                    |       |                                                       |                             |
| 31 augustus Vriendschappelijk № 502 «onderlinge duels» 15:00 uur | Botswana           | 1 – 3 | Oeganda                                               | Nationaal stadion, Gaborone |
| 31 augustus Vriendschappelijk № 502 «onderlinge duels» 15:00 uur | Tebogo Sembowa 65' |       | 17' Emmanuel Okwi 50' Emmanuel Okwi 85' Frank Kalanda | Nationaal stadion, Gaborone |

|                                                                             |                |       |         |                                                                                        |
| 7 september Kwalificatie WK 2014 Groep J № 503 «onderlinge duels» 20:00 uur | Senegal        | 1 – 0 | Oeganda | Stade de Marrakech, Marrakech Toeschouwers: 2.000 Scheidsrechter: Daniel Bennett (RSA) |
| 7 september Kwalificatie WK 2014 Groep J № 503 «onderlinge duels» 20:00 uur | Sadio Mané 84' |       |         | Stade de Marrakech, Marrakech Toeschouwers: 2.000 Scheidsrechter: Daniel Bennett (RSA) |

|                                                                   |                                         |       |         |                       |
| 30 september Vriendschappelijk № 504 «onderlinge duels» 15:00 uur | Egypte                                  | 2 – 0 | Oeganda | 30 Junistadion, Caïro |
| 30 september Vriendschappelijk № 504 «onderlinge duels» 15:00 uur | Ahmed Eid Abdel-Malek 7' Hazem Emam 68' |       |         | 30 Junistadion, Caïro |

|                                                                  |         |       |        |                                |
| 16 november Vriendschappelijk № 505 «onderlinge duels» 17:00 uur | Oeganda | 0 – 0 | Rwanda | Nelson Mandelastadion, Kampala |
| 16 november Vriendschappelijk № 505 «onderlinge duels» 17:00 uur |         |       |        | Nelson Mandelastadion, Kampala |

|                                                                   |                    |       |        |                                                                             |
| 29 november CECAFA Cup Groep C № 506 «onderlinge duels» 16:00 uur | Oeganda            | 1 – 0 | Rwanda | Nationaal stadion, Nairobi Scheidsrechter: Mutaz Abdelbasit Khairalla (SUD) |
| 29 november CECAFA Cup Groep C № 506 «onderlinge duels» 16:00 uur | Dan Sserunkuma 89' |       |        | Nationaal stadion, Nairobi Scheidsrechter: Mutaz Abdelbasit Khairalla (SUD) |

|                                                                  |         |                                                           |         |                                                                |
| 2 december CECAFA Cup Groep C № 507 «onderlinge duels» 16:00 uur | Eritrea | 0 – 3                                                     | Oeganda | Kenyattastadion, Machakos Scheidsrechter: Anthony Ogwayo (KEN) |
| 2 december CECAFA Cup Groep C № 507 «onderlinge duels» 16:00 uur |         | 9' Emmanuel Okwi 20' (pen.) Hamis Kiiza 38' Emmanuel Okwi |         | Kenyattastadion, Machakos Scheidsrechter: Anthony Ogwayo (KEN) |

|                                                                  |                  |       |        |                                                                |
| 5 december CECAFA Cup Groep C № 508 «onderlinge duels» 16:00 uur | Oeganda          | 1 – 0 | Soedan | Afrahastadion, Nakuru Scheidsrechter: Thierry Nkurunziza (BDI) |
| 5 december CECAFA Cup Groep C № 508 «onderlinge duels» 16:00 uur | Khalid Aucho 58' |       |        | Afrahastadion, Nakuru Scheidsrechter: Thierry Nkurunziza (BDI) |

|                                                                      |                                                                         |              |                                                                  |                                                          |
| 7 december CECAFA Cup Kwartfinale № 509 «onderlinge duels» 14:00 uur | Oeganda                                                                 | 2 – 2 (n.v.) | Tanzania                                                         | Mombassastadi, Mombassa Scheidsrechter: Hagi Wiish (SOM) |
| 7 december CECAFA Cup Kwartfinale № 509 «onderlinge duels» 14:00 uur | Dan Sserunkuma 16' Martin Kayongo-Mutumba 73'                           |              | 19' Mrisho Ngasa 40' Mrisho Ngasa                                | Mombassastadi, Mombassa Scheidsrechter: Hagi Wiish (SOM) |
| 7 december CECAFA Cup Kwartfinale № 509 «onderlinge duels» 14:00 uur | Strafschoppen                                                           |              |                                                                  | Mombassastadi, Mombassa Scheidsrechter: Hagi Wiish (SOM) |
| 7 december CECAFA Cup Kwartfinale № 509 «onderlinge duels» 14:00 uur | Godfrey Walusimbi Emmanuel Okwi Khalid Aucho Hamis Kiiza Dan Sserunkuma | 2 – 3        | Erato Nyoni Mbwana Samatta Amri Kiemba Athuman Idd Kelvin Yondan | Mombassastadi, Mombassa Scheidsrechter: Hagi Wiish (SOM) |

### 2014
|                                                                |                                                      |       |            |                                |
| 2 januari Vriendschappelijk № 510 «onderlinge duels» 18:00 uur | Oeganda                                              | 3 – 0 | Mauritanië | Nelson Mandelastadion, Kampala |
| 2 januari Vriendschappelijk № 510 «onderlinge duels» 18:00 uur | Brian Majwega 50' Savio Kabugo 60' Francis Olaki 64' |       |            | Nelson Mandelastadion, Kampala |

| African Championship of Nations 2014 |
| ------------------------------------ |

|                                                                                       |                                     |       |                    |                                                                                        |
| 12 januari African Championship of Nations Groep B № 511 «onderlinge duels» 18:00 uur | Oeganda                             | 2 – 1 | Burkina Faso       | Athlonestadion, Kaapstad Toeschouwers: 2.000 Scheidsrechter: Lemghaifry Ould Ali (MTN) |
| 12 januari African Championship of Nations Groep B № 511 «onderlinge duels» 18:00 uur | Yunus Sentamu 15' Yunus Sentamu 73' |       | 88' Cyrille Bayala | Athlonestadion, Kaapstad Toeschouwers: 2.000 Scheidsrechter: Lemghaifry Ould Ali (MTN) |

|                                                                                       |          |       |         |                                                                                    |
| 16 januari African Championship of Nations Groep B № 512 «onderlinge duels» 16:00 uur | Zimbabwe | 0 – 0 | Oeganda | Athlonestadion, Kaapstad Toeschouwers: 5.000 Scheidsrechter: Malang Diedhiou (SEN) |
| 16 januari African Championship of Nations Groep B № 512 «onderlinge duels» 16:00 uur |          |       |         | Athlonestadion, Kaapstad Toeschouwers: 5.000 Scheidsrechter: Malang Diedhiou (SEN) |

|                                                                                       |                                                                    |       |                   |                                                                                    |
| 20 januari African Championship of Nations Groep B № 513 «onderlinge duels» 19:00 uur | Marokko                                                            | 3 – 1 | Oeganda           | Groenpuntstadion, Kaapstad Toeschouwers: 2.500 Scheidsrechter: Janny Sikazwe (ZAM) |
| 20 januari African Championship of Nations Groep B № 513 «onderlinge duels» 19:00 uur | Abdessamad Rafik 29' Mouhcine Iajour 77' Abdelkabir El Ouadi 90+3' |       | 59' Yunus Sentamu | Groenpuntstadion, Kaapstad Toeschouwers: 2.500 Scheidsrechter: Janny Sikazwe (ZAM) |

|  |  |  |  |  |  |  |  |  |

|                                                              |                                   |       |                  |                                                                 |
| 5 maart Vriendschappelijk № 514 «onderlinge duels» 18:00 uur | Zambia                            | 2 – 1 | Oeganda          | Levy Mwanawasastadion, Ndola Scheidsrechter: Wisdom Chewe (ZAM) |
| 5 maart Vriendschappelijk № 514 «onderlinge duels» 18:00 uur | Evans Kangwa 65' Evans Kangwa 76' |       | 51' Hamisi Kiiza | Levy Mwanawasastadion, Ndola Scheidsrechter: Wisdom Chewe (ZAM) |

|                                                                             |                                                              |       |                        |                                                                    |
| 18 mei Kwalificatie AK 2015 Eerste ronde № 515 «onderlinge duels» 15:00 uur | Madagaskar                                                   | 2 – 1 | Oeganda                | Rabemananjarastadion, Mahajanga Scheidsrechter: Victor Gomes (RSA) |
| 18 mei Kwalificatie AK 2015 Eerste ronde № 515 «onderlinge duels» 15:00 uur | Faneva Imà Andriatsima 9' (pen.) Carolus Andriamatsinoro 24' |       | 90' (pen.) Hamis Kiiza | Rabemananjarastadion, Mahajanga Scheidsrechter: Victor Gomes (RSA) |

|                                                                             |                   |       |            |                                                                     |
| 31 mei Kwalificatie AK 2015 Eerste ronde № 516 «onderlinge duels» 16:00 uur | Oeganda           | 1 – 0 | Madagaskar | Nelson Mandelastadion, Kampala Scheidsrechter: Mohamed Farouk (EGY) |
| 31 mei Kwalificatie AK 2015 Eerste ronde № 516 «onderlinge duels» 16:00 uur | Geofrey Massa 12' |       |            | Nelson Mandelastadion, Kampala Scheidsrechter: Mohamed Farouk (EGY) |

|                                                              |                 |       |            |                                                                                |
| 11 juli Vriendschappelijk № 517 «onderlinge duels» 16:00 uur | Oeganda         | 1 – 0 | Seychellen | Lugogostadion, Kampala Toeschouwers: 4.000 Scheidsrechter: Mashood Ssali (UGA) |
| 11 juli Vriendschappelijk № 517 «onderlinge duels» 16:00 uur | Faruku Miya 20' |       |            | Lugogostadion, Kampala Toeschouwers: 4.000 Scheidsrechter: Mashood Ssali (UGA) |

|                                                              |         |       |        |                                |
| 15 juli Vriendschappelijk № 518 «onderlinge duels» 16:30 uur | Oeganda | 0 – 0 | Malawi | Nelson Mandelastadion, Kampala |
| 15 juli Vriendschappelijk № 518 «onderlinge duels» 16:30 uur |         |       |        | Nelson Mandelastadion, Kampala |

|                                                                              |                                      |       |            |                                                                     |
| 19 juli Kwalificatie AK 2015 Tweede ronde № 519 «onderlinge duels» 17:00 uur | Oeganda                              | 2 – 0 | Mauritanië | Nelson Mandelastadion, Kampala Scheidsrechter: Hudu Munyemana (RWA) |
| 19 juli Kwalificatie AK 2015 Tweede ronde № 519 «onderlinge duels» 17:00 uur | Brian Majwega 48' Geoffrey Massa 70' |       |            | Nelson Mandelastadion, Kampala Scheidsrechter: Hudu Munyemana (RWA) |

|                                                                                 |            |                        |         |                                                                     |
| 3 augustus Kwalificatie AK 2015 Tweede ronde № 520 «onderlinge duels» 17:00 uur | Mauritanië | 0 – 1                  | Oeganda | Stade Olympique, Nouakchott Scheidsrechter: Mehdi Abid Charef (ALG) |
| 3 augustus Kwalificatie AK 2015 Tweede ronde № 520 «onderlinge duels» 17:00 uur |            | 90+2' Robert Ssentongo |         | Stade Olympique, Nouakchott Scheidsrechter: Mehdi Abid Charef (ALG) |

|                                                                  |                                        |       |         |                                      |
| 2 september Vriendschappelijk № 521 «onderlinge duels» 17:00 uur | Niger                                  | 2 – 0 | Oeganda | Stade General Seyni Kountche, Niamey |
| 2 september Vriendschappelijk № 521 «onderlinge duels» 17:00 uur | Daouda Kamilou 10' Issiaka Koudizé 18' |       |         | Stade General Seyni Kountche, Niamey |

|                                                                             |                       |       |                  |                                                                   |
| 6 september Kwalificatie AK 2015 Groep E № 522 «onderlinge duels» 17:00 uur | Ghana                 | 1 – 1 | Oeganda          | Baba Yarastadion, Kumasi Scheidsrechter: Mohamed Said Kordi (TUN) |
| 6 september Kwalificatie AK 2015 Groep E № 522 «onderlinge duels» 17:00 uur | André Ayew 50' (pen.) |       | 45' Tony Mawejje | Baba Yarastadion, Kumasi Scheidsrechter: Mohamed Said Kordi (TUN) |

|                                                                              |                                       |       |        |                                                                     |
| 10 september Kwalificatie AK 2015 Groep E № 523 «onderlinge duels» 19:30 uur | Oeganda                               | 2 – 0 | Guinee | Nelson Mandelastadion, Kampala Scheidsrechter: Bamlak Tessema (ETH) |
| 10 september Kwalificatie AK 2015 Groep E № 523 «onderlinge duels» 19:30 uur | Geoffrey Massa 21' Geoffrey Massa 43' |       |        | Nelson Mandelastadion, Kampala Scheidsrechter: Bamlak Tessema (ETH) |

|                                                                            |         |                 |      |                                                                    |
| 11 oktober Kwalificatie AK 2015 Groep E № 524 «onderlinge duels» 16:00 uur | Oeganda | 0 – 1           | Togo | Nelson Mandelastadion, Kampala Scheidsrechter: Davies Omweno (KEN) |
| 11 oktober Kwalificatie AK 2015 Groep E № 524 «onderlinge duels» 16:00 uur |         | 30' Donou Kokou |      | Nelson Mandelastadion, Kampala Scheidsrechter: Davies Omweno (KEN) |

|                                                                 |                                                        |       |          |                                                                                         |
| 9 november Vriendschappelijk № 525 «onderlinge duels» 15:00 uur | Oeganda                                                | 3 – 0 | Ethiopië | Nelson Mandelastadion, Kampala Toeschouwers: 40.000 Scheidsrechter: Israel Mujuni (TAN) |
| 9 november Vriendschappelijk № 525 «onderlinge duels» 15:00 uur | Geoffrey Massa 45+1' Yunus Sentamu 48' Farouk Miya 55' |       |          | Nelson Mandelastadion, Kampala Toeschouwers: 40.000 Scheidsrechter: Israel Mujuni (TAN) |

|                                                                             |                 |       |       |                                                                               |
| 15 november Kwalificatie AK 2015 Groep E № 526 «onderlinge duels» 15:00 uur | Oeganda         | 1 – 0 | Ghana | Nelson Mandelastadion, Kampala Scheidsrechter: Mohamed Hussein El Fadil (SUD) |
| 15 november Kwalificatie AK 2015 Groep E № 526 «onderlinge duels» 15:00 uur | Savio Kabugo 9' |       |       | Nelson Mandelastadion, Kampala Scheidsrechter: Mohamed Hussein El Fadil (SUD) |

|                                                                             |                                                |       |         |                                                                    |
| 19 november Kwalificatie AK 2015 Groep E № 527 «onderlinge duels» 16:00 uur | Guinee                                         | 2 – 0 | Oeganda | Stade Mohammed V, Casablanca Scheidsrechter: Malang Diedhiou (SEN) |
| 19 november Kwalificatie AK 2015 Groep E № 527 «onderlinge duels» 16:00 uur | Ibrahima Traoré 23' Seydouba Soumah 61' (pen.) |       |         | Stade Mohammed V, Casablanca Scheidsrechter: Malang Diedhiou (SEN) |

### 2015
|                                                               |         |                 |         |                                                                                 |
| 25 maart Vriendschappelijk № 528 «onderlinge duels» 17:00 uur | Nigeria | 0 – 1           | Oeganda | Akwa Ibomstadion, Uyo Toeschouwers: 21.000 Scheidsrechter: William Agbovi (GHA) |
| 25 maart Vriendschappelijk № 528 «onderlinge duels» 17:00 uur |         | 81' Farouk Miya |         | Akwa Ibomstadion, Uyo Toeschouwers: 21.000 Scheidsrechter: William Agbovi (GHA) |

|                                                             |                      |       |                |                                                                                      |
| 9 juni Vriendschappelijk № 529 «onderlinge duels» 16:00 uur | Oeganda              | 1 – 1 | Gambia         | Nelson Mandelastadion, Kampala Toeschouwers: 1.900 Scheidsrechter: Denis Batte (UGA) |
| 9 juni Vriendschappelijk № 529 «onderlinge duels» 16:00 uur | Robert Ssentongo 61' |       | 73' Omar Jagne | Nelson Mandelastadion, Kampala Toeschouwers: 1.900 Scheidsrechter: Denis Batte (UGA) |

|                                                                         |                                    |       |          |                                                                    |
| 13 juni Kwalificatie AK 2017 Groep D № 530 «onderlinge duels» 16:00 uur | Oeganda                            | 2 – 0 | Botswana | Nelson Mandelastadion, Kampala Scheidsrechter: Israel Mujuni (TAN) |
| 13 juni Kwalificatie AK 2017 Groep D № 530 «onderlinge duels» 16:00 uur | Geoffrey Massa 54' Brian Umony 65' |       |          | Nelson Mandelastadion, Kampala Scheidsrechter: Israel Mujuni (TAN) |

|                                                                   |          |                                                                  |         |                                                             |
| 20 juni Kwalificatie CHAN 2016 № 531 «onderlinge duels» 20:00 uur | Tanzania | 0 – 3                                                            | Oeganda | Amaanstadion, Zanzibar Scheidsrechter: Hudu Munyemana (RWA) |
| 20 juni Kwalificatie CHAN 2016 № 531 «onderlinge duels» 20:00 uur |          | 37' Erisa Ssekisambu 62' Erisa Ssekisambu 89' (pen.) Farouk Miya |         | Amaanstadion, Zanzibar Scheidsrechter: Hudu Munyemana (RWA) |

|                                                                  |                    |       |                               |                                                                 |
| 4 juli Kwalificatie CHAN 2016 № 532 «onderlinge duels» 16:00 uur | Oeganda            | 1 – 1 | Tanzania                      | Nakivubostadion, Kampala Scheidsrechter: Djamal Aden Abdi (DJI) |
| 4 juli Kwalificatie CHAN 2016 № 532 «onderlinge duels» 16:00 uur | Keziron Kizito 82' |       | 58' (pen.) John Raphael Bocco | Nakivubostadion, Kampala Scheidsrechter: Djamal Aden Abdi (DJI) |

|                                                             |                      |       |         |                         |
| 6 juli Vriendschappelijk № 533 «onderlinge duels» 18:00 uur | Malawi               | 1 – 0 | Oeganda | Kamuzustadion, Blantyre |
| 6 juli Vriendschappelijk № 533 «onderlinge duels» 18:00 uur | Chiukepo Msowoya 75' |       |         | Kamuzustadion, Blantyre |

|                                                                             |         |                  |         |                                                                |
| 5 september Kwalificatie AK 2017 Groep D № 534 «onderlinge duels» 15:00 uur | Comoren | 0 – 1            | Oeganda | Stade de Beaumer, Moroni Scheidsrechter: Allaister Barra (SEY) |
| 5 september Kwalificatie AK 2017 Groep D № 534 «onderlinge duels» 15:00 uur |         | 25' Tony Mawejje |         | Stade de Beaumer, Moroni Scheidsrechter: Allaister Barra (SEY) |

|                                                                      |                                   |       |        |                                                                         |
| 17 oktober Kwalificatie CHAN 2016 № 535 «onderlinge duels» 16:00 uur | Oeganda                           | 2 – 0 | Soedan | Nakivubostadion, Kampala Scheidsrechter: Luelseghed Ghebremichael (ERI) |
| 17 oktober Kwalificatie CHAN 2016 № 535 «onderlinge duels» 16:00 uur | Frank Kalanda 19' Farouk Miya 36' |       |        | Nakivubostadion, Kampala Scheidsrechter: Luelseghed Ghebremichael (ERI) |

|                                                                      |        |                                   |         |                                                                 |
| 25 oktober Kwalificatie CHAN 2016 № 536 «onderlinge duels» 19:00 uur | Soedan | 0 – 2                             | Oeganda | Khartoemstadion, Khartoem Scheidsrechter: Sylvester Kirwa (KEN) |
| 25 oktober Kwalificatie CHAN 2016 № 536 «onderlinge duels» 19:00 uur |        | 43' Caesar Okuhti 45' Farouk Miya |         | Khartoemstadion, Khartoem Scheidsrechter: Sylvester Kirwa (KEN) |

|                                                                                  |      |                 |         |                                                                                       |
| 12 november Kwalificatie WK 2018 Tweede ronde № 537 «onderlinge duels» 15:30 uur | Togo | 0 – 1           | Oeganda | Stade de Kégué, Lomé Toeschouwers: 25.000 Scheidsrechter: Yakhouba Keita (GUI</small) |
| 12 november Kwalificatie WK 2018 Tweede ronde № 537 «onderlinge duels» 15:30 uur |      | 39' Farouk Miya |         | Stade de Kégué, Lomé Toeschouwers: 25.000 Scheidsrechter: Yakhouba Keita (GUI</small) |

|                                                                                  |                                                     |       |      | |
| 15 november Kwalificatie WK 2018 Tweede ronde № 538 «onderlinge duels» 15:00 uur | Oeganda                                             | 3 – 0 | Togo | Nelson Mandelastadion, Kampala Toeschouwers: 40.000 Scheidsrechter: Hamada Nampiandraza (MAD</small) |
| 15 november Kwalificatie WK 2018 Tweede ronde № 538 «onderlinge duels» 15:00 uur | Geoffrey Massa 4' Farouk Miya 41' Farouk Miya 45+1' |       |      | Nelson Mandelastadion, Kampala Toeschouwers: 40.000 Scheidsrechter: Hamada Nampiandraza (MAD</small) |

|                                                                   |                                   |       |         |                                 |
| 22 november CECAFA Cup Groep B № 539 «onderlinge duels» 16:00 uur | Kenia                             | 2 – 0 | Oeganda | Addis Abebastadion, Addis Abeba |
| 22 november CECAFA Cup Groep B № 539 «onderlinge duels» 16:00 uur | Jacob Keli 29' Michael Olunga 48' |       |         | Addis Abebastadion, Addis Abeba |

|                                                                   |          |                                                                               |         |                             |
| 24 november CECAFA Cup Groep B № 540 «onderlinge duels» 14:00 uur | Zanzibar | 0 – 4                                                                         | Oeganda | Awassa Kenemastadion, Awasa |
| 24 november CECAFA Cup Groep B № 540 «onderlinge duels» 14:00 uur |          | 10' Farouk Miya 17' (pen.) Farouk Miya 48' Erisa Ssekisambu 79' Caesar Okhuti |         | Awassa Kenemastadion, Awasa |

|                                                                   |                   |       |         |                             |
| 28 november CECAFA Cup Groep B № 541 «onderlinge duels» 14:00 uur | Oeganda           | 1 – 0 | Burundi | Awassa Kenemastadion, Awasa |
| 28 november CECAFA Cup Groep B № 541 «onderlinge duels» 14:00 uur | Frank Kalanda 67' |       |         | Awassa Kenemastadion, Awasa |

|                                                                       |                                  |       |        |                                 |
| 30 november CECAFA Cup Kwartfinale № 542 «onderlinge duels» 16:00 uur | Oeganda                          | 2 – 0 | Malawi | Addis Abebastadion, Addis Abeba |
| 30 november CECAFA Cup Kwartfinale № 542 «onderlinge duels» 16:00 uur | Farouk Miya 5' Caesar Okhuti 48' |       |        | Addis Abebastadion, Addis Abeba |

|                                                                       |                                                                    |              |                                                       |                                                      |
| 3 december CECAFA Cup Halve finale № 543 «onderlinge duels» 16:00 uur | Oeganda                                                            | 0 – 0 (n.v.) | Ethiopië                                              | Addis Abebastadion, Addis Abeba Toeschouwers: 40.000 |
| 3 december CECAFA Cup Halve finale № 543 «onderlinge duels» 16:00 uur |                                                                    |              |                                                       | Addis Abebastadion, Addis Abeba Toeschouwers: 40.000 |
| 3 december CECAFA Cup Halve finale № 543 «onderlinge duels» 16:00 uur | Strafschoppen                                                      |              |                                                       | Addis Abebastadion, Addis Abeba Toeschouwers: 40.000 |
| 3 december CECAFA Cup Halve finale № 543 «onderlinge duels» 16:00 uur | Muzamiru Mutyaba Denis Okot Isaac Muleme Joseph Ochaya Farouk Miya | 5 – 3        | Gatoch Panom Behailu Girma Aschalew Tamene Elias Mamo | Addis Abebastadion, Addis Abeba Toeschouwers: 40.000 |

|                                                                 |                   |       |        |                                 |
| 5 december CECAFA Cup Finale № 544 «onderlinge duels» 16:00 uur | Oeganda           | 1 – 0 | Rwanda | Addis Abebastadion, Addis Abeba |
| 5 december CECAFA Cup Finale № 544 «onderlinge duels» 16:00 uur | Caesar Okhuti 15' |       |        | Addis Abebastadion, Addis Abeba |

### 2016
|                                                                 |                      |       |                        |                                                                                   |
| 10 januari Vriendschappelijk № 545 «onderlinge duels» 14:00 uur | Oeganda              | 1 – 1 | Gabon                  | Njeru Technical Centre, Njeru Toeschouwers: 200 Scheidsrechter: Alex Muhabi (UGA) |
| 10 januari Vriendschappelijk № 545 «onderlinge duels» 14:00 uur | Erisa Ssekisambu 32' |       | 81' Romuald Ntsitsigui | Njeru Technical Centre, Njeru Toeschouwers: 200 Scheidsrechter: Alex Muhabi (UGA) |

| African Championship of Nations 2016 |
| ------------------------------------ |

|                                                                                       |                                      |       |                                          |                                                                                      |
| 19 januari African Championship of Nations Groep D № 546 «onderlinge duels» 18:00 uur | Mali                                 | 2 – 2 | Oeganda                                  | Umugandastadion, Gisenyi Toeschouwers: 5.000 Scheidsrechter: Mehdi Abid Charef (ALG) |
| 19 januari African Championship of Nations Groep D № 546 «onderlinge duels» 18:00 uur | Sekou Koita 24' Hamidou Sinayoko 60' |       | 12' Joseph Ochaya 41' (pen.) Farouk Miya | Umugandastadion, Gisenyi Toeschouwers: 5.000 Scheidsrechter: Mehdi Abid Charef (ALG) |

|                                                                                       |         |                   |        |                                                                              |
| 23 januari African Championship of Nations Groep D № 547 «onderlinge duels» 17:00 uur | Oeganda | 0 – 1             | Zambia | Umugandastadion, Gisenyi Toeschouwers: 5.000 Scheidsrechter: Juste Zio (BUR) |
| 23 januari African Championship of Nations Groep D № 547 «onderlinge duels» 17:00 uur |         | 41' Chris Katongo |        | Umugandastadion, Gisenyi Toeschouwers: 5.000 Scheidsrechter: Juste Zio (BUR) |

|                                                                                       |                           |       |                     |                                                                |
| 27 januari African Championship of Nations Groep D № 548 «onderlinge duels» 15:00 uur | Oeganda                   | 1 – 1 | Zimbabwe            | Umugandastadion, Gisenyi Scheidsrechter: Malang Diedhiou (SEN) |
| 27 januari African Championship of Nations Groep D № 548 «onderlinge duels» 15:00 uur | Geoffrey Sserunkuma 90+4' |       | 49' William Manondo | Umugandastadion, Gisenyi Scheidsrechter: Malang Diedhiou (SEN) |

|  |  |  |  |  |  |  |  |  |

|                                                                          |                              |       |         |                                                                 |
| 26 maart Kwalificatie AK 2017 Groep D № 549 «onderlinge duels» 18:00 uur | Burkina Faso                 | 1 – 0 | Oeganda | Stade du 4 Août, Ouagadougou Scheidsrechter: Gehad Grisha (EGY) |
| 26 maart Kwalificatie AK 2017 Groep D № 549 «onderlinge duels» 18:00 uur | Jonathan Pitroipa 59' (pen.) |       |         | Stade du 4 Août, Ouagadougou Scheidsrechter: Gehad Grisha (EGY) |

|                                                                          |         |       |              |                                                                          |
| 29 maart Kwalificatie AK 2017 Groep D № 550 «onderlinge duels» 19:00 uur | Oeganda | 0 – 0 | Burkina Faso | Nelson Mandelastadion, Kampala Scheidsrechter: Hamada Nampiandraza (MAD) |
| 29 maart Kwalificatie AK 2017 Groep D № 550 «onderlinge duels» 19:00 uur |         |       |              | Nelson Mandelastadion, Kampala Scheidsrechter: Hamada Nampiandraza (MAD) |

|                                                             |                                      |       |         |                                                             |
| 31 mei Vriendschappelijk № 551 «onderlinge duels» 15:00 uur | Zimbabwe                             | 2 – 0 | Oeganda | Rufarostadion, Harare Scheidsrechter: Norman Matemara (ZIM) |
| 31 mei Vriendschappelijk № 551 «onderlinge duels» 15:00 uur | Teenage Hadebe 6' Teenage Hadebe 32' |       |         | Rufarostadion, Harare Scheidsrechter: Norman Matemara (ZIM) |

|                                                                        |                         |       |                                    |                                                                         |
| 4 juni Kwalificatie AK 2017 Groep D № 552 «onderlinge duels» 16:00 uur | Botswana                | 1 – 2 | Oeganda                            | New Francistown Stadium, Francistown Scheidsrechter: Victor Gomes (RSA) |
| 4 juni Kwalificatie AK 2017 Groep D № 552 «onderlinge duels» 16:00 uur | Onkabetse Makgantai 52' |       | 9' Luwagga Kizito 54' Khalid Aucho | New Francistown Stadium, Francistown Scheidsrechter: Victor Gomes (RSA) |

|                                                                  |         |       |       |                                                                           |
| 30 augustus Vriendschappelijk № 553 «onderlinge duels» 16:00 uur | Oeganda | 0 – 0 | Kenia | Nelson Mandelastadion, Kampala Scheidsrechter: Abdoul Twagiramukiza (RWA) |
| 30 augustus Vriendschappelijk № 553 «onderlinge duels» 16:00 uur |         |       |       | Nelson Mandelastadion, Kampala Scheidsrechter: Abdoul Twagiramukiza (RWA) |

|                                                                             |                 |       |         |                                                                      |
| 4 september Kwalificatie AK 2017 Groep D № 554 «onderlinge duels» 17:00 uur | Oeganda         | 1 – 0 | Comoren | Nelson Mandelastadion, Kampala Scheidsrechter: Malang Diedhiou (SEN) |
| 4 september Kwalificatie AK 2017 Groep D № 554 «onderlinge duels» 17:00 uur | Farouk Miya 36' |       |         | Nelson Mandelastadion, Kampala Scheidsrechter: Malang Diedhiou (SEN) |

|                                                                |                      |       |         |                                                               |
| 4 oktober Vriendschappelijk № 555 «onderlinge duels» 17:00 uur | Togo                 | 1 – 0 | Oeganda | Stade de Kégué, Lomé Scheidsrechter: Gustave Tohouegnon (BEN) |
| 4 oktober Vriendschappelijk № 555 «onderlinge duels» 17:00 uur | Lalawélé Atakora 32' |       |         | Stade de Kégué, Lomé Scheidsrechter: Gustave Tohouegnon (BEN) |

|                                                                           |       |       |         |                                                                                           |
| 7 oktober Kwalificatie WK 2018 Groep E № 556 «onderlinge duels» 15:30 uur | Ghana | 0 – 0 | Oeganda | Tamalestadion, Tamale Toeschouwers: 19.000 Scheidsrechter: Mohamed Hussein El Fadil (SUD) |
| 7 oktober Kwalificatie WK 2018 Groep E № 556 «onderlinge duels» 15:30 uur |       |       |         | Tamalestadion, Tamale Toeschouwers: 19.000 Scheidsrechter: Mohamed Hussein El Fadil (SUD) |

|                                                                 |         |                    |        |                                                                  |
| 8 november Vriendschappelijk № 557 «onderlinge duels» 15:00 uur | Oeganda | 0 – 1              | Zambia | Nelson Mandelastadion, Kampala Scheidsrechter: Denis Batte (UGA) |
| 8 november Vriendschappelijk № 557 «onderlinge duels» 15:00 uur |         | 24' Chisamba Lungu |        | Nelson Mandelastadion, Kampala Scheidsrechter: Denis Batte (UGA) |

|                                                                             |                 |       |                   |                                                                        |
| 12 november Kwalificatie WK 2018 Groep E № 558 «onderlinge duels» 15:00 uur | Oeganda         | 1 – 0 | Congo-Brazzaville | Nelson Mandelastadion, Kampala Scheidsrechter: Mehdi Abid Charef (ALG) |
| 12 november Kwalificatie WK 2018 Groep E № 558 «onderlinge duels» 15:00 uur | Farouk Miya 18' |       |                   | Nelson Mandelastadion, Kampala Scheidsrechter: Mehdi Abid Charef (ALG) |

### 2017
|                                                                |                                          |       |         |                                                                               |
| 4 januari Vriendschappelijk № 559 «onderlinge duels» 13:30 uur | Tunesië                                  | 2 – 0 | Oeganda | Stade El Menzah, Tunis Toeschouwers: 6.000 Scheidsrechter: Babacar Sarr (MTN) |
| 4 januari Vriendschappelijk № 559 «onderlinge duels» 13:30 uur | Hamza Lahmar 6' Mohamed Ali Yaâkoubi 47' |       |         | Stade El Menzah, Tunis Toeschouwers: 6.000 Scheidsrechter: Babacar Sarr (MTN) |

|                                                                |                 |       |                                                   |                                                                                              |
| 8 januari Vriendschappelijk № 560 «onderlinge duels» 19:30 uur | Slowakije       | 1 – 3 | Oeganda                                           | Armed Forces Stadium, Abu Dhabi Toeschouwers: 4.000 Scheidsrechter: Sultan Al-Marzouqi (VAE) |
| 8 januari Vriendschappelijk № 560 «onderlinge duels» 19:30 uur | Denis Vavro 57' |       | 5' Moses Oloya 14' Farouk Miya 77' Geoffrey Massa | Armed Forces Stadium, Abu Dhabi Toeschouwers: 4.000 Scheidsrechter: Sultan Al-Marzouqi (VAE) |

|                                                                 |                                                        |       |         |                                                                                             |
| 11 januari Vriendschappelijk № 561 «onderlinge duels» 20:45 uur | Ivoorkust                                              | 3 – 0 | Oeganda | New York University Stadium, Abu Dhabi Scheidsrechter: Yaqoub Yousef Qasim Al-Hammadi (VAE) |
| 11 januari Vriendschappelijk № 561 «onderlinge duels» 20:45 uur | Jonathan Kodjia 51' Wilfried Zaha 58' Serge Aurier 72' |       |         | New York University Stadium, Abu Dhabi Scheidsrechter: Yaqoub Yousef Qasim Al-Hammadi (VAE) |

| Afrikaans kampioenschap voetbal 2017 |
| ------------------------------------ |

|                                                                               |                       |       |         |                                                                      |
| 17 januari Afrikaans kampioenschap Groep D № 562 «onderlinge duels» 17:00 uur | Ghana                 | 1 – 0 | Oeganda | Stade de Port-Gentil, Port-Gentil Scheidsrechter: Joshua Bondo (BOT) |
| 17 januari Afrikaans kampioenschap Groep D № 562 «onderlinge duels» 17:00 uur | André Ayew 32' (pen.) |       |         | Stade de Port-Gentil, Port-Gentil Scheidsrechter: Joshua Bondo (BOT) |

|                                                                               |                      |       |         |                                                                         |
| 21 januari Afrikaans kampioenschap Groep D № 563 «onderlinge duels» 20:00 uur | Egypte               | 1 – 0 | Oeganda | Stade de Port-Gentil, Port-Gentil Scheidsrechter: Malang Diedhiou (SEN) |
| 21 januari Afrikaans kampioenschap Groep D № 563 «onderlinge duels» 20:00 uur | Abdallah El Said 89' |       |         | Stade de Port-Gentil, Port-Gentil Scheidsrechter: Malang Diedhiou (SEN) |

|                                                                               |                 |       |                   |                                                              |
| 25 januari Afrikaans kampioenschap Groep D № 564 «onderlinge duels» 20:00 uur | Oeganda         | 1 – 1 | Mali              | Stade d'Oyem, Oyem Scheidsrechter: Lemghaifry Ould Ali (MTN) |
| 25 januari Afrikaans kampioenschap Groep D № 564 «onderlinge duels» 20:00 uur | Farouk Miya 70' |       | 73' Yves Bissouma | Stade d'Oyem, Oyem Scheidsrechter: Lemghaifry Ould Ali (MTN) |

|  |  |  |  |  |  |  |  |  |

|                                                               |                    |       |                  |                                                                                    |
| 23 maart Vriendschappelijk № 565 «onderlinge duels» 17:00 uur | Kenia              | 1 – 1 | Oeganda          | Kenyattastadion, Machakos Toeschouwers: 3.000 Scheidsrechter: Anthony Ogwayo (KEN) |
| 23 maart Vriendschappelijk № 565 «onderlinge duels» 17:00 uur | Michael Olunga 35' |       | 87' Moses Waiswa | Kenyattastadion, Machakos Toeschouwers: 3.000 Scheidsrechter: Anthony Ogwayo (KEN) |

|                                                             |         |       |         |                                                                                           |
| 5 juni Vriendschappelijk № 566 «onderlinge duels» 21:00 uur | Senegal | 0 – 0 | Oeganda | Stade Léopold Sédar Senghor, Dakar Toeschouwers: 21.000 Scheidsrechter: Omar Sallah (GAM) |
| 5 juni Vriendschappelijk № 566 «onderlinge duels» 21:00 uur |         |       |         | Stade Léopold Sédar Senghor, Dakar Toeschouwers: 21.000 Scheidsrechter: Omar Sallah (GAM) |

|                                                                         |            |                         |         |                                                              |
| 11 juni Kwalificatie AK 2019 Groep L № 567 «onderlinge duels» 16:30 uur | Kaapverdië | 0 – 1                   | Oeganda | Estádio Nacional, Praia Scheidsrechter: Ali Lemghaifry (MTN) |
| 11 juni Kwalificatie AK 2019 Groep L № 567 «onderlinge duels» 16:30 uur |            | 83' Geoffrey Sserunkuma |         | Estádio Nacional, Praia Scheidsrechter: Ali Lemghaifry (MTN) |

|                                                                   |             |       |         |                                                                  |
| 14 juli Kwalificatie CHAN 2018 № 568 «onderlinge duels» 16:30 uur | Zuid-Soedan | 0 – 0 | Oeganda | Djoebastadion, Djoeba Scheidsrechter: Idris Mehammed Osman (ERI) |
| 14 juli Kwalificatie CHAN 2018 № 568 «onderlinge duels» 16:30 uur |             |       |         | Djoebastadion, Djoeba Scheidsrechter: Idris Mehammed Osman (ERI) |

|                                                                   |                                                                                                  |       |                     |                                                                      |
| 22 juli Kwalificatie CHAN 2018 № 569 «onderlinge duels» 16:00 uur | Oeganda                                                                                          | 5 – 1 | Zuid-Soedan         | Phillip Omondistadion, Kampala Scheidsrechter: Elly Ally Sasii (TAN) |
| 22 juli Kwalificatie CHAN 2018 № 569 «onderlinge duels» 16:00 uur | Derrick Nsibambi 33' Paul Mucureezi 43' Paul Mucureezi 49' Paul Mucureezi 53' Paul Mucureezi 57' |       | 90' Leon Uso Khamis | Phillip Omondistadion, Kampala Scheidsrechter: Elly Ally Sasii (TAN) |

|                                                                       |                                                                      |       |        |                                                                            |
| 12 augustus Kwalificatie CHAN 2018 № 570 «onderlinge duels» 16:00 uur | Oeganda                                                              | 3 – 0 | Rwanda | St Mary's Stadium, Kampala Scheidsrechter: Pacifique Ndabihawenimana (BDI) |
| 12 augustus Kwalificatie CHAN 2018 № 570 «onderlinge duels» 16:00 uur | Muzamiru Mutyaba 14' (pen.) Muzamiru Mutyaba 25' Bernard Muwanga 51' |       |        | St Mary's Stadium, Kampala Scheidsrechter: Pacifique Ndabihawenimana (BDI) |

|                                                                       |                                      |       |         |                                                                                 |
| 19 augustus Kwalificatie CHAN 2018 № 571 «onderlinge duels» 15:30 uur | Rwanda                               | 2 – 0 | Oeganda | Stade Régional Nyamirambo, Kigali Scheidsrechter: Hafiz Abdelghani Alamen (SUD) |
| 19 augustus Kwalificatie CHAN 2018 № 571 «onderlinge duels» 15:30 uur | Yannick Mukunzi 8' Thierry Manzi 15' |       |         | Stade Régional Nyamirambo, Kigali Scheidsrechter: Hafiz Abdelghani Alamen (SUD) |

|                                                                             |                   |       |        |                                                                 |
| 31 augustus Kwalificatie WK 2018 Groep E № 572 «onderlinge duels» 16:00 uur | Oeganda           | 1 – 0 | Egypte | Nationaal stadion, Kampala Scheidsrechter: Ali Lemghaifry (MTN) |
| 31 augustus Kwalificatie WK 2018 Groep E № 572 «onderlinge duels» 16:00 uur | Emmanuel Okwi 51' |       |        | Nationaal stadion, Kampala Scheidsrechter: Ali Lemghaifry (MTN) |

|                                                                             |                  |       |         |                                                                                         |
| 5 september Kwalificatie WK 2018 Groep E № 573 «onderlinge duels» 20:00 uur | Egypte           | 1 – 0 | Oeganda | Borg El Arabstadion, Alexandrië Toeschouwers: 60.000 Scheidsrechter: Victor Gomes (RSA) |
| 5 september Kwalificatie WK 2018 Groep E № 573 «onderlinge duels» 20:00 uur | Mohamed Salah 6' |       |         | Borg El Arabstadion, Alexandrië Toeschouwers: 60.000 Scheidsrechter: Victor Gomes (RSA) |

|                                                                   |       |       |         |                                                                                           |
| 7 oktober Kwalificatie WK 2018 № 574 «onderlinge duels» 16:00 uur | Ghana | 0 – 0 | Oeganda | Tamalestadion, Tamale Toeschouwers: 19.000 Scheidsrechter: Mohamed Hussein El Fadil (SUD) |
| 7 oktober Kwalificatie WK 2018 № 574 «onderlinge duels» 16:00 uur |       |       |         | Tamalestadion, Tamale Toeschouwers: 19.000 Scheidsrechter: Mohamed Hussein El Fadil (SUD) |

|                                                                  |                   |       |                   | |
| 12 november Vriendschappelijk № 575 «onderlinge duels» 14:30 uur | Congo-Brazzaville | 1 – 1 | Oeganda           | Stade Alphonse Massemba-Débat, Brazzaville Toeschouwers: 1.002 Scheidsrechter: Mohamed Hussein El Fadil (SUD) |
| 12 november Vriendschappelijk № 575 «onderlinge duels» 14:30 uur | Marvin Baudry 10' |       | 11' Milton Karisa | Stade Alphonse Massemba-Débat, Brazzaville Toeschouwers: 1.002 Scheidsrechter: Mohamed Hussein El Fadil (SUD) |

|                                                                  |         |       |         |                                                                                |
| 4 december CECAFA Cup Groep B № 576 «onderlinge duels» 16:00 uur | Oeganda | 0 – 0 | Burundi | Bukhungustadion, Kakamega Toeschouwers: 700 Scheidsrechter: Peter Waweru (KEN) |
| 4 december CECAFA Cup Groep B № 576 «onderlinge duels» 16:00 uur |         |       |         | Bukhungustadion, Kakamega Toeschouwers: 700 Scheidsrechter: Peter Waweru (KEN) |

|                                                                  |                                                                                             |       |               |                                                                               |
| 8 december CECAFA Cup Groep B № 577 «onderlinge duels» 14:00 uur | Oeganda                                                                                     | 5 – 1 | Zuid-Soedan   | Bukhungustadion, Kakamega Toeschouwers: 300 Scheidsrechter: Ali Nassoro (TAN) |
| 8 december CECAFA Cup Groep B № 577 «onderlinge duels» 14:00 uur | Milton Karisa 7' Hood Kaweesa 10' Derrick Nsibambi 30' Derrick Nsibambi 57' Nico Wadada 85' |       | 26' Atak Tong | Bukhungustadion, Kakamega Toeschouwers: 300 Scheidsrechter: Ali Nassoro (TAN) |

|                                                                   |                   |       |                      |                                                              |
| 10 december CECAFA Cup Groep B № 578 «onderlinge duels» 16:00 uur | Ethiopië          | 1 – 1 | Oeganda              | Bukhungustadion, Kakamega Scheidsrechter: Peter Waweru (KEN) |
| 10 december CECAFA Cup Groep B № 578 «onderlinge duels» 16:00 uur | Abubeker Sani 23' |       | 87' Derrick Nsibambi | Bukhungustadion, Kakamega Scheidsrechter: Peter Waweru (KEN) |

|                                               |                      |       |                                     |                                                                                   |
| 15 december CECAFA Cup Halve finale 15:00 uur | Oeganda              | 1 – 2 | Zanzibar                            | Moistadion, Kisumu Toeschouwers: 4.500 Scheidsrechter: Abdoul Twagiramukiza (RWA) |
| 15 december CECAFA Cup Halve finale 15:00 uur | Derrick Nsibambi 29' |       | 23' Makame 58' (pen.) Mohammed Issa | Moistadion, Kisumu Toeschouwers: 4.500 Scheidsrechter: Abdoul Twagiramukiza (RWA) |

|                                                                        |                    |       |                                 |                                                              |
| 17 december CECAFA Cup Troostfinale № 579 «onderlinge duels» 13:30 uur | Burundi            | 1 – 2 | Oeganda                         | Kenyattastadion, Machakos Scheidsrechter: Peter Waweru (KEN) |
| 17 december CECAFA Cup Troostfinale № 579 «onderlinge duels» 13:30 uur | Pierre Kwizera 24' |       | 49' Saddam Juma 76' Saddam Juma | Kenyattastadion, Machakos Scheidsrechter: Peter Waweru (KEN) |

### 2018
|                                                                                       |                                                                |       |                      |                                                                       |
| 14 januari African Championship of Nations Groep B № 580 «onderlinge duels» 19:30 uur | Zambia                                                         | 3 – 1 | Oeganda              | Stade de Marrakech, Marrakech Scheidsrechter: Mehdi Abid Charef (ALG) |
| 14 januari African Championship of Nations Groep B № 580 «onderlinge duels» 19:30 uur | Lazarous Kambole 38' Augustine Mulenga 63' Fackson Kapumbu 72' |       | 40' Derrick Nsibambi | Stade de Marrakech, Marrakech Scheidsrechter: Mehdi Abid Charef (ALG) |

|                                                                                       |         |                         |         |                                                                         |
| 18 januari African Championship of Nations Groep B № 581 «onderlinge duels» 19:30 uur | Oeganda | 0 – 1                   | Namibië | Stade de Marrakech, Marrakech Scheidsrechter: Ibrahim Nour El Din (EGY) |
| 18 januari African Championship of Nations Groep B № 581 «onderlinge duels» 19:30 uur |         | 90+2' Panduleni Nekundi |         | Stade de Marrakech, Marrakech Scheidsrechter: Ibrahim Nour El Din (EGY) |

|                                                                                       |         |       |           |                                                                                |
| 22 januari African Championship of Nations Groep B № 582 «onderlinge duels» 19:00 uur | Oeganda | 0 – 0 | Ivoorkust | Stade de Marrakech, Marrakech Scheidsrechter: Hélder Martins de Carvalho (ANG) |
| 22 januari African Championship of Nations Groep B № 582 «onderlinge duels» 19:00 uur |         |       |           | Stade de Marrakech, Marrakech Scheidsrechter: Hélder Martins de Carvalho (ANG) |

|                                                               |                                                          |       |                      |                                                                                 |
| 24 maart Vriendschappelijk № 583 «onderlinge duels» 16:30 uur | Oeganda                                                  | 3 – 1 | Sao Tomé en Principe | Nationaal stadion, Kampala Toeschouwers: 5.000 Scheidsrechter: Elly Sasii (TAN) |
| 24 maart Vriendschappelijk № 583 «onderlinge duels» 16:30 uur | Joseph Ochaya 21' Murshid Jjuko 45+2' Abraham Ndugwa 82' |       | 90+1' Zé             | Nationaal stadion, Kampala Toeschouwers: 5.000 Scheidsrechter: Elly Sasii (TAN) |

|                                                               |         |       |        |                                                                                       |
| 27 maart Vriendschappelijk № 584 «onderlinge duels» 17:00 uur | Oeganda | 0 – 0 | Malawi | Nationaal stadion, Kampala Toeschouwers: 8.000 Scheidsrechter: Louis Hakizimana (RWA) |
| 27 maart Vriendschappelijk № 584 «onderlinge duels» 17:00 uur |         |       |        | Nationaal stadion, Kampala Toeschouwers: 8.000 Scheidsrechter: Louis Hakizimana (RWA) |

FUFA · 
A-internationals · 
Oegandees vrouwenelftal
Algerije ·
Angola ·
Bahrein ·
Benin ·
Botswana ·
Burkina Faso ·
Burundi ·
Centraal-Afrikaanse Republiek ·
Comoren ·
Congo-Brazzaville ·
Congo-Kinshasa ·
Djibouti ·
Ecuador ·
Egypte ·
Eritrea ·
Ethiopië ·
Gabon ·
Gambia ·
Ghana ·
Guinee ·
Guinee-Bissau ·
IJsland ·
Irak ·
Iran ·
Ivoorkust ·
Jemen ·
Kaapverdië ·
Kameroen ·
Kenia ·
Koeweit ·
Lesotho ·
Libanon ·
Liberia ·
Libië ·
Madagaskar ·
Malawi ·
Mali ·
Marokko ·
Mauritanië ·
Mauritius ·
Moldavië ·
Mozambique ·
Namibië ·
Niger ·
Nigeria ·
Oezbekistan ·
Rwanda ·
Saoedi-Arabië ·
Sao Tomé en Principe ·
Senegal ·
Seychellen ·
Slowakije · 
Soedan ·
Somalië ·
Tadzjikistan ·
Tanzania ·
Togo ·
Tsjaad ·
Tunesië ·
Turkmenistan ·
Zambia ·
Zimbabwe ·
Zuid-Afrika ·
Zuid-Soedan
AFC-zone: Afghanistan · Australië · Bahrein · Bangladesh · Bhutan · Brunei · Cambodja · China · Chinees Taipei · Filipijnen · Guam · Hongkong · India · Indonesië · Iran · Irak · Japan · Jemen · Jordanië · Koeweit · Kirgizië · Laos · Libanon · Macau · Maleisië · Maldiven · Mongolië · Myanmar · Nepal · Noord-Korea · Oezbekistan · Oman · Oost-Timor · Pakistan · Palestina · Qatar · Saoedi-Arabië · Singapore · Sri Lanka · Syrië · Tadjikistan · Thailand · Turkmenistan · Verenigde Arabische Emiraten · Vietnam · Zuid-Korea

CAF-zone: Algerije · Angola · Benin · Botswana · Burkina Faso · Burundi · Centraal-Afrikaanse Republiek · Comoren · Congo-Brazzaville · Congo-Kinshasa · Djibouti · Egypte · Equatoriaal-Guinea · Eritrea · Ethiopië · Gabon · Gambia · Ghana · Guinee · Guinee-Bissau · Ivoorkust · Kaapverdië · Kameroen · Kenia · Lesotho · Liberia · Libië · Madagaskar · Malawi · Mali · Mauritanië · Mauritius · Marokko · Mozambique · Namibië · Niger · Nigeria · Oeganda · Rwanda · Sao Tomé en Principe · Senegal · Seychellen · Sierra Leone · Soedan · Somalië · Swaziland · Tanzania · Togo · Tsjaad · Tunesië · Zambia · Zimbabwe · Zuid-Afrika · Zuid-Soedan 

CONCACAF-zone: Amerikaanse Maagdeneilanden · Anguilla · Antigua en Barbuda · Aruba · Bahama's · Barbados · Belize · Bermuda · Britse Maagdeneilanden · Canada · Kaaimaneilanden · Costa Rica · Cuba · Curaçao · Dominica · Dominicaanse Republiek · El Salvador · Frans Guyana · Grenada · Guadeloupe · Guatemala · Guyana · Haïti · Honduras · Jamaica · Martinique · Mexico · Montserrat · 
Nicaragua · Panama · Puerto Rico · Saint Kitts en Nevis · Saint Lucia · Saint Vincent en de Grenadines · Sint Maarten · Suriname · Trinidad en Tobago · Turks- en Caicoseilanden · Verenigde Staten

CONMEBOL-zone: Argentinië · Bolivia · Brazilië · Chili · Colombia · Ecuador · Paraguay · Peru · Uruguay · Venezuela

OFC-zone: Amerikaans-Samoa · Cookeilanden · Fiji · Nieuw-Caledonië · Nieuw-Zeeland · Papoea-Nieuw-Guinea · Samoa · Salomoneilanden · Tahiti · Tonga · Vanuatu

UEFA-zone: Albanië · Andorra · Armenië · Azerbeidzjan · België · Bosnië en Herzegovina · Bulgarije · Cyprus · Denemarken · Duitsland · Engeland · Estland · Faeröer · Finland · Frankrijk · Georgië · Gibraltar · Griekenland · Hongarije · IJsland · Ierland · Israël · Italië · Kazachstan · Kosovo · Kroatië · Letland · Liechtenstein · Litouwen · Luxemburg · Macedonië · Malta · Moldavië · Montenegro · Nederland · Noord-Ierland · Noorwegen · Oekraïne · Oostenrijk · Polen · Portugal · Roemenië · Rusland · San Marino · Schotland · Servië · Slovenië · Slowakije · Spanje · Tsjechië · Turkije · Wales · Wit-Rusland · Zweden · Zwitserland